# Bartłomiej Jeziorski
Bartłomiej Jeziorski (ur. 22 kwietnia 1998 w Pajęcznie) – polski hokeista, zawodnik GKS Tychy. Reprezentant Polski.

## Kariera
- MOSM Tychy do lat 18
- GKS Tychy (2014-)

Wychowanek MOSM Tychy. W grudniu 2011 podczas II Christmas Cup MOSiR Tychy 2011 reprezentując Tyskie Lwy został wybrany najlepszym zawodnikiem drużyny i do składu gwiazd turnieju. Od 2014 zawodnik seniorskiej drużyny GKS Tychy. Został podopiecznym Fundacji im. Feliksa Stamma.
W barwach reprezentacji Polski do lat 18 uczestniczył w turniejach mistrzostw świata juniorów do lat 18 w 2015, 2016 (Dywizja IIA). W barwach reprezentacji Polski do lat 20 uczestniczył w turniejach mistrzostw świata juniorów do lat 20 w 2016, 2017, 2018 (Dywizja IB). W barwach seniorskiej reprezentacji uczestniczył w turniejach mistrzostw świata w 2017 (Dywizja IA), 2019, 2022 (Dywizja IB), 2023 (Dywizja IA).
W trakcie kariery zyskał pseudonim Jezior.

## Sukcesy
Reprezentacyjne
- Awans do mistrzostw świata juniorów do lat 18 Dywizji I Grupy B: 2016
- Awans do mistrzostw świata I Dywizji Grupy A: 2022
- Awans do mistrzostw świata Elity: 2023

Klubowe
- Złoty medal mistrzostw Polski: 2015, 2018, 2019, 2020[5], 2025 z GKS Tychy
- Superpuchar Polski: 2015, 2018, 2019, 2023 z GKS Tychy
- Trzecie miejsce w Superfinale Pucharu Kontynentalnego: 2016 z GKS Tychy
- Srebrny medal mistrzostw Polski: 2016, 2017, 2023 z GKS Tychy
- Puchar Polski: 2016, 2017, 2022, 2023, 2024 z GKS Tychy
- Finał Superpucharu Polski: 2017 z GKS Tychy
- Brązowy medal mistrzostw Polski: 2021, 2024 z GKS Tychy

Indywidualne
- Mistrzostwa świata do lat 18 w hokeju na lodzie mężczyzn 2016/II Dywizja#Grupa A:
  - Trzecie miejsce w klasyfikacji asystentów turnieju: 6 asyst[6]
  - Piąte miejsce w klasyfikacji kanadyjskiej turnieju: 11 punktów[7]
  - Pierwsze miejsce w klasyfikacji +/- turnieju: +13[8]
  - Najlepszy zawodnik reprezentacji na turnieju[9]
- Mistrzostwa Świata Juniorów w Hokeju na Lodzie 2017/I Dywizja#Grupa B:
  - Pierwsze miejsce w klasyfikacji strzelców turnieju: 6 goli[10]
  - Piąte miejsce w klasyfikacji asystentów turnieju: 7 asyst[11]
  - Drugie miejsce w klasyfikacji kanadyjskiej turnieju: 10 punktów[12]
  - Najlepszy zawodnik reprezentacji na turnieju[13]
- Mistrzostwa Świata Juniorów w Hokeju na Lodzie 2018/I Dywizja#Grupa B:
  - Drugie miejsce w klasyfikacji strzelców turnieju: 5 goli[14]
  - Pierwsze miejsce w klasyfikacji asystentów turnieju: 7 asyst[15]
  - Pierwsze miejsce w klasyfikacji kanadyjskiej turnieju: 12 punktów[16]
  - Czwarte miejsce w klasyfikacji +/- turnieju: +7[17]
- Mistrzostwa Świata w Hokeju na Lodzie 2023 (I Dywizja)#Grupa A:
  - Czwarte miejsce w klasyfikacji strzelców turnieju: 4 gole[18]